# Metopina subarcuata
Metopina subarcuata är en tvåvingeart som beskrevs av Borgmeier 1963. Metopina subarcuata ingår i släktet Metopina och familjen puckelflugor. Inga underarter finns listade i Catalogue of Life.